# Benoît
Benoît oder Benoit ([bə.nwa]) ist ein französischer männlicher Vorname und Familienname.

## Herkunft und Bedeutung
Bei Benoît handelt es sich um die französische Variante des Namens Benedikt: „Der Gesegnete“.

## Varianten
Weibliche Varianten des Namens sind Bénédicte und Benoîte.
Zu männlichen Varianten siehe Benedikt#Varianten.

## Namenstag
In Frankreich wird der Namenstag am 11. Juli gefeiert.

## Namensträger

### Einzelname
- Benoît de Sainte-Maure, französischer Dichter
- Benoît d’Alignan († 1268), französischer Geistlicher, Bischof von Marseille
- Benoît de Montferrand († 1491), französischer Geistlicher, Bischof von Lausanne
- Benoît de Termes (um 1175–um 1240), Seigneur
- Père Marie-Benoît (1895–1990), französischer Kapuziner und Gerechter unter den Völkern

### Vorname

#### A
- Benoît Comlan Messan Alowonou (* 1949), togoischer Geistlicher, Bischof von Kpalimé
- Benoît Arrivé (* 1975), französischer Politiker, Oberbürgermeister von Cherbourg-en-Cotentin
- Benoît Assou-Ekotto (* 1984), kamerunisch-französischer Fußballspieler
- Benoît Audran der Ältere (1661–1721), französischer Kupferstecher
- Benoît Aymon (* 1954), Schweizer Journalist

#### B
- Benoît Badiashile (* 2001), französischer Fußballspieler
- Benoît Baudouin († 1632), französischer Lehrer und Philologe
- Benoît Benvegnu (* 1985), französischer Fußballtorhüter
- Benoît Bergeon (1870–1947), französischer Politiker
- Benoît Bertrand (* 1960), französischer Geistlicher, Bischof von Pontoise
- Benoît Biteau (* 1967), französischer Agrarwissenschaftler und Politiker
- Benoît de Bonvoisin (* 1939), belgischer Geschäftsmann
- Benoît-Louis Bouchet (1731–1802), französischer Ingenieur und Divisionsgeneral
- Benoît Brière (* 1965), kanadischer Schauspieler
- Benoît Brunet (* 1968), kanadischer Eishockeyspieler und Sportjournalist

#### C
- Benoît Cardon de Lichtbuer (* 1942), belgischer Diplomat
- Benoît Cauet (* 1969), französischer Fußballspieler
- Benoît Chamoux (1961–1995), französischer Bergsteiger
- Benoît Charest (* 1964), kanadischer Gitarrist und Komponist
- Benoît Charvet (* 1938), französischer Kontrabassist
- Benoît Chauvet (* 1981), französischer Skilangläufer
- Benoît Cheyrou (* 1981), französischer Fußballspieler
- Benoît Cœuré (* 1969), französischer Ökonom
- Benoît Constant Coquelin (1841–1909), französischer Schauspieler
- Benoît Cosnefroy (* 1995), französischer Radrennfahrer
- Benoît Costil (* 1987), französischer Fußballtorhüter

#### D
- Benoît Daeninck (* 1981), französischer Radrennfahrer
- Benoît Debie, belgischer Kameramann
- Benoît Delbecq (* 1966), französischer Pianist
- Benoît Delépine (* 1958), französischer Drehbuchautor, Filmregisseur, Schauspieler und Komiker
- Benoît Delhomme (* 1961), französischer Kameramann
- Benoît Doucet (* 1963), deutsch-kanadischer Eishockeyspieler
- Benoît Drujon (* 1985), französischer Radrennfahrer
- Benoît-Gilles Dufourd (* 1984), französischer Skilangläufer
- Benoît Dunoyer de Segonzac (* 1962), französischer Komponist und Bassist
- Benoît Duteurtre (1960–2024), französischer Musikkritiker und Schriftsteller

#### F
- Benoît Feroumont (* 1969), belgischer Comicautor und Filmanimator
- Benoît Fourneyron (1802–1867), französischer Ingenieur
- Benôit Frétin (* 1968), französischer Unternehmer und Automobilrennfahrer
- Benoît Fromanger (* 1959), französischer Dirigent, Flötist und Musikpädagoge

#### G
- Benoît Genecand (1964–2021), Schweizer Politiker
- Benoît Gratton (* 1976), kanadischer Eishockeyspieler

#### H
- Benoît Hamon (* 1967), französischer Politiker (PS)
- Benoît Hogue (* 1966), kanadischer Eishockeyspieler
- Benoît Huot (* 1984), kanadischer Schwimmer

#### J
- Benoît Jacquot (* 1947), französischer Drehbuchautor und Filmregisseur
- Benoît Jarrier (* 1989), französischer Radsportler
- Benoît Jecker (* 1994), Schweizer Eishockeyspieler
- Benoît Joachim (* 1976), luxemburgischer Radrennfahrer
- Benoît Jutras (Komponist) (* 1963), kanadischer Komponist

#### K
- Benoît Kounkoud (* 1997), französischer Handballspieler

#### L
- Benoît Joseph Labre (1748–1783), französischer Pilger und Mystiker
- Benoît Lamy (1945–2008), belgischer Filmregisseur und Drehbuchautor
- Benoît-Marie Langénieux († 1905), französischer Geistlicher, Erzbischof von Reims
- Benoît Laporte (Eishockeyspieler) (* 1960), kanadisch-französischer Eishockeyspieler und -trainer
- Benoît Le Bris (* 1976), französischer Fußballspieler
- Benoît Le Coffre (1671–1722), französisch-dänischer Maler
- Benoît Lepelletier (* 1978), französischer Schachspieler
- Benoît Luminet (* 1974), französischer Radrennfahrer
- Benoît Lutgen (* 1970), belgischer Politiker

#### M
- Benoît Magimel (* 1974), französischer Schauspieler
- Benoît de Maillet (1656–1738), französischer Diplomat und Geologe
- Benoît Mandelbrot (1924–2010), französisch-US-amerikanischer Mathematiker
- Benoît de Mesmay (* 1961), französischer Jazzmusiker und Komponist
- Benoît-Joseph Marsollier des Vivetières (1750–1817), französischer Schriftsteller und Librettist

#### N
- Benoît Nicolas (* 1977), französischer Duathlet
- Benoît Nizzatti († 1831), sardinischer Geistlicher, Generalminister der Kartäuser

#### O
- Benoit Okolo Okonda (* 1947), kongolesischer Philosoph und Hochschullehrer
- Benoit Oppenheim (1842–1931), deutscher Bankier und Kunstsammler

#### P
- Benoît Paire (* 1989), französischer Tennisspieler
- Benoît Pedretti (* 1980), französischer Fußballspieler
- Benoît Peeters (* 1956), französischer Comicautor und Schriftsteller
- Benoît Pelletier-Volméranges (1756–1824), französischer Schauspieler, Theaterdirektor und Dramatiker
- Benoît Perthame (* 1959), französischer Mathematiker
- Benoît Peschier (* 1980), französischer Kanute
- Benoît Philippe (* 1959), deutscher Linguist, Lehrer, Übersetzer und Schriftsteller
- Benoît Pitte (* 1959), französischer Badmintonspieler
- Benoît Poelvoorde (* 1964), belgischer Schauspieler und Filmemacher
- Benoît Poilvet (* 1976), französischer Radrennfahrer
- Benoît Potier (* 1957), französischer Industriemanager
- Benoît Pouliot (* 1986), kanadischer Eishockeyspieler
- Benoît Pourtanel (* 1974), französischer Eishockeyspieler und -trainer

#### Q
- Benoît Quersin (1927–1993), belgischer Jazzmusiker und Musikethnologe

#### R
- Benoît Ulysse de Ratti-Menton (1799–1864), französischer Diplomat
- Benoît Richaud (* 1988), französischer Eiskunstläufer und Choreograf
- Benoît Rivière (* 1954), französischer Priester, Bischof von Autun
- Benoît Rouquayrol (1826–1875), französischer Bergbauingenieur und Erfinder

#### S
- Benoît Salmon (* 1974), französischer Radrennfahrer
- Benoît Sauvageau (1963–2006), kanadischer Politiker (Bloc Québécois)
- Benoît Schwarz (* 1991), Schweizer Curler
- Benoît Sinner (* 1984), französischer Radrennfahrer
- Benoît Sokal (1954–2021), belgischer Comic-Autor
- Benoît-Dominique de la Soujeole (* 1955), französischer Theologe und Dominikaner
- Benoît Sourisse (* 1964), französischer Jazzmusiker und Komponist

#### T
- Benoît-Michel Tock (* 1963), belgischer Historiker
- Benoit Tranquille Berbiguier (1782–1838), französischer Flötist und Komponist
- Benoît Tréluyer (* 1976), französischer Automobilrennfahrer
- Benoît Trémoulinas (* 1985), französischer Fußballspieler
- Benoît Tremsal (1952–2022), deutsch-französischer Bildhauer

#### V
- Benoît Valentin (* 1992), französischer Freestyle-Skisportler
- Benoît Varloteaux (* 1971), französischer Handballspieler
- Benoît Vaugrenard (* 1982), französischer Radsportler
- Benoît Vermander (* 1960), französischer Jesuit und Sinologe
- Benoît Vétu (* 1973), französischer Radsportler und Radsporttrainer
- Benoît Violier (1971–2016), französisch-schweizerischer Koch

#### W
- Benoît Widemann (* 1957), französischer Musiker und Informatiker

#### Z
- Benoît Zwierzchiewski (* 1976), französischer Langstreckenläufer

### Familienname
- Abraham Benoit (1703–1775), Schweizer Magistrat
- Adelin Benoît (1900–1954), belgischer Radrennfahrer
- Alex Christian Benoit (* 1964), mexikanischer Skirennläufer
- André Benoit (Rennrodler) (* 1962), kanadischer Rennrodler
- André Benoit (Eishockeyspieler) (* 1984), kanadischer Eishockeyspieler
- Camille Benoît (1851–1923), französischer Komponist, Musikkritiker, Kunstsammler und Kunsthistoriker
- Chris Benoit (1967–2007), kanadischer Wrestler
- Christine Benoit (* 1972), seychellische Priesterin
- Claire-Lise de Benoit (1917–2008), Schweizer Schriftstellerin
- David Benoit (Musiker) (* 1953), US-amerikanischer Jazzpianist, Komponist und Dirigent
- David Benoit (Basketballspieler) (* 1968), US-amerikanischer Basketballspieler
- Fernand Benoit (1892–1969), französischer Historiker
- Florence Benoît-Rohmer (* 1952), französische Juristin und Hochschullehrerin
- Francine Benoît (1894–1990), franzözisch-portugiesische Musikerin, Musiklehrerin, Komponistin, Dirigentin und Musikkritikerin
- François Benoît (* 1936), haitianischer Politiker und Diplomat
- Françoise Benoît-Fresco, Szenenbildnerin
- Gédéon Benoît († nach 1776), deutscher Diplomat
- Georg Benoit (1868–1953), deutscher Maschinenbauingenieur und Hochschullehrer
- Germaine Benoit (1901–1983), französische Chemieingenieurin, Pharmakologin und Biologin
- Gideon von Benoit (1767–1841), hannoverscher Generalmajor
- Jacques Benoit (1896–1982), französischer Biologe und Arzt
- Jacques Benoit-Gonnin (* 1952), französischer Geistlicher, Bischof von Beauvais
- Jean Benoît (1922–2010), kanadisch-französischer Künstler
- Jean-Daniel Benoît (1886–1975), französischer Theologe
- Jean-Marie Benoît (1954–2009), kanadischer Gitarrist und Filmkomponist
- Joan Benoit (* 1957), US-amerikanische Marathonläuferin
- Jules Benoit-Lévy (1866–1952), französischer Maler und Fotograf
- Marie Benoît (* 1995), belgische Tennisspielerin
- Maurice Benoit, Geburtsname von Pierre Benoit (Theologe) (1906–1987), französischer Theologe
- Maurice Benoit (Eishockeyspieler) (auch Maurice Benoît, Moe Benoit; 1932–2013), kanadischer Eishockeyspieler
- Michel Benoit (* 1949), französischer Schachspieler
- Morgan Benoit (* 1980), US-amerikanischer Schauspieler, Stuntman und Filmproduzent
- Nicole Schnyder-Benoit (* 1973), Schweizer Beachvolleyballspielerin
- Olivier Benoît (* 1969), französischer Jazzmusiker
- Paul Benoit (1893–1979), Luxemburger Komponist
- Pedro Bartolomé Benoit (1921–2012), dominikanischer Politiker
- Peter Benoit (1834–1901), belgischer Komponist
- Pierre Benoit (Schriftsteller) (1886–1962), französischer Schriftsteller
- Pierre Benoit (Theologe) (geb. Maurice Benoit; 1906–1987), französischer Theologe
- Pierre Benoit (* 1939), Schweizer Architekt, siehe Tschumi und Benoit
- Pierre L. G. Benoit (1920–1995), belgischer Arachnologe
- Raymond Benoît, französischer Ruderer
- Roger Benoit (* 1949), Schweizer Sportjournalist
- Steven Benoît (* 1965), haitianischer Politiker
- Tab Benoit (* 1967), US-amerikanischer Gitarrist, Sänger und Komponist
- Ted Benoît (1947–2016), französischer Comiczeichner
- Tessa Benoit (* 1977), US-amerikanische Skilangläuferin
- Thierry Benoit (* 1966), französischer Politiker
- Wilhelm Benoit (1826–1914), deutscher Baumeister und Politiker, MdR
- Yasmin Benoit (* 1996), britisches Model, Aktivistin und Schriftstellerin